# Nervi medià
El  nervi medià  és un nervi raquidi mixt provinent del plexe braquial. Neix de dues arrels, una del fascicle lateral, i una altra del fascicle medial (C5, C6, C7, C8, D1) que formen una V entre les quals discorre l'artèria axil·lar. Baixa per la vora medial del braç al costat de l'artèria axil·lar. Quan arriba al compartiment anterior del braç se situa aplicat a l'artèria braquial. Al canell se situa entre els tendons dels músculs palmar major i palmar menor, passa per sota del lligament anul·lar del carp i se situa per sota de l'eminència tènar.
El nervi medià permet una mobilitat i sensibilitat fina amb molta rapidesa i permet l'oposició del polze.

## Trajecte
En l'aixella, el nervi medià es relaciona amb els músculs pectorals, en l'arrel interna del braç el medià creua l'artèria humeral per davant de manera que se situa de forma anterior a l'artèria, per això el medià també és conegut com a nervi satèl·lit de l'artèria humeral.
Entra després en la fossa bicipital interna i creua l'artèria cubital per col·locar-se per sota del múscul flexor comú superficial dels dits de la mà. Al carp se situa sobre el tendó superficial flexor del dit índex i es ramifica en els seus 6 terminals.

## Distribució
El nervi medià produeix una branca col·lateral per l'artèria braquial i una branca per a l'articulació del colze, anomenada branca articular. Totes les altres col·laterals neixen en el colze i l'avantbraç.

### Arrels articulars
Per:
- Múscul flexor radial del carp
- Múscul pronador rodó
- Múscul palmar llarg
- Múscul flexor comú superficial dels dits
- Múscul flexor comú profund dels dits (meitat lateral)
- Múscul pronador quadrat
- Múscul palmar cutani

### Branques terminals
Neixen totes a nivell del lligament anul·lar del carp, es distribueixen per la part externa i a la cara anterior dels dits:
- 1ª branca: innerva tots els músculs de l'eminència tènar excepte l'adductor del polze, és a dir a:
  - Múscul abductor curt del polze
  - Múscul oponent del polze
  - Múscul flexor curt del polze
- 2ª branca: branca col·lateral palmar extern del polze
- 3ª branca: branca col·lateral palmar intern del polze
- 4ª branca: branca col·lateral palmar extern de l'índex
- 5ª branca: branca col·lateral palmar intern de l'índex
  - Branca col·lateral palmar per a la segona falange
- 6ª branca: innerva la meitat del 4t dit